# Jean-Paul Roux
Jean-Paul Roux (ur. 5 stycznia 1925 w Paryżu, zm. 29 czerwca 2009 w Saint-Germain-en-Laye) – francuski historyk, mediewista, orientalista, turkolog.

## Życiorys
Absolwent l'École nationale des langues orientales vivantes (l’École du Louvre). Następnie wykładowca w Centre national de la recherche scientifique. Zajmował się sztuką islamu, turkologią, mongolistyką oraz historią porównawczą religii.

## Wybrane publikacje
- La mort (la survie) chez les peuples altaïques anciens et médiévaux d'après les documents écrits, éd. Maisonneuve et Larose, Paris, 1963.
- Faune et flore sacrées dans les sociétés altaïques, éd. Maisonneuve et Larose, 1966.
- Les traditions des nomades de la Turquie méridionale: contribution à l'étude des représentations religieuses des sociétés turques d'après les enquêtes effectuées chez les Yörük et les Tahtaci, éd. Maisonneuve et Larose, 1969.
- Mustafa Kemal et la Turquie nouvelle, éd. Maisonneuve et Larose, 1983.
- La religion des Turcs et des Mongols, éd. Payot, Paris, 1984.
- Histoire des Turcs: deux mille ans du Pacifique à la Méditerranée, éd. Fayard, Paris, 1984, réédit. 2000.
- Les explorateurs au Moyen Âge, éd. Fayard, 1985.
- Babur: histoire des Grands Moghols, éd. Fayard, 1986.
- Le sang: mythes, symboles et réalités, éd. Fayard, 1988.
- Jésus, éd. Fayard, 1989.
- Tamerlan, éd. Fayard, 1991.
- Histoire de l'Empire mongol, éd. Fayard, 1993.
- Le roi: mythes et symboles, éd. Fayard, 1995.
- L'Asie centrale: histoire et civilisation, éd. Fayard, 1997.
- Montagnes sacrées, montagnes mythiques, éd. Fayard, 1999.
- Gengis Khan et l'Empire mongol, éd. Gallimard, coll. « Découvertes Gallimard » (nº 422), Paris, 2002.
- La femme dans l'histoire et les mythes, éd. Fayard, 2004.
- Les Ordres d'Allah, éd. Desclée de Brouwer, Paris, 2006.
- Histoire de l'Iran et des Iraniens, des origines à nos jours, éd. Fayard, 2006.
- Un choc de religions: la longue guerre de l'Islam et de la Chrétienté, 622-2007, éd. Fayard, 2007.
- Dictionnaire des arts de l'Islam, éd. Fayard, 2007

## Publikacje w języku polskim
- Średniowiecze szuka drogi w świat, tł. Tadeusz Rosłanowski, Warszawa: "Wiedza Powszechna" 1969.
- Krew: mity, symbole, rzeczywistość, przeł. Marzena Perek, Kraków: "Znak" 1994.
- Jezus, przeł. Janina Fenrychowa, Kraków: "Znak" 1995.
- Król: mity i symbole, przeł. Katarzyna Marczewska, Warszawa: "Volumen" - "Bellona" 1998.
- Historia Turków, przeł. Krystyna Dąbrowska, posł. Dariusz Kołodziejczyk, Gdańsk: "Marabut", 2003.
- Kobieta w historii i micie, przeł. Barbara Szczepańska, Warszawa: Oficyna Wydawnicza Volumen 2010.